# De Bijenkorf
De Bijenkorf (literal „stup de albine”) este un lanț de magazine universale din Țările de Jos cu magazinul pilot în Piața Dam din Amsterdam. Lanțul este deținut de familia Weston, care deține, de asemenea, rețelele Selfridges din Marea Britanie, Holt Renfrew din Canada și Brown Thomas.din Irlanda.

## Istoric

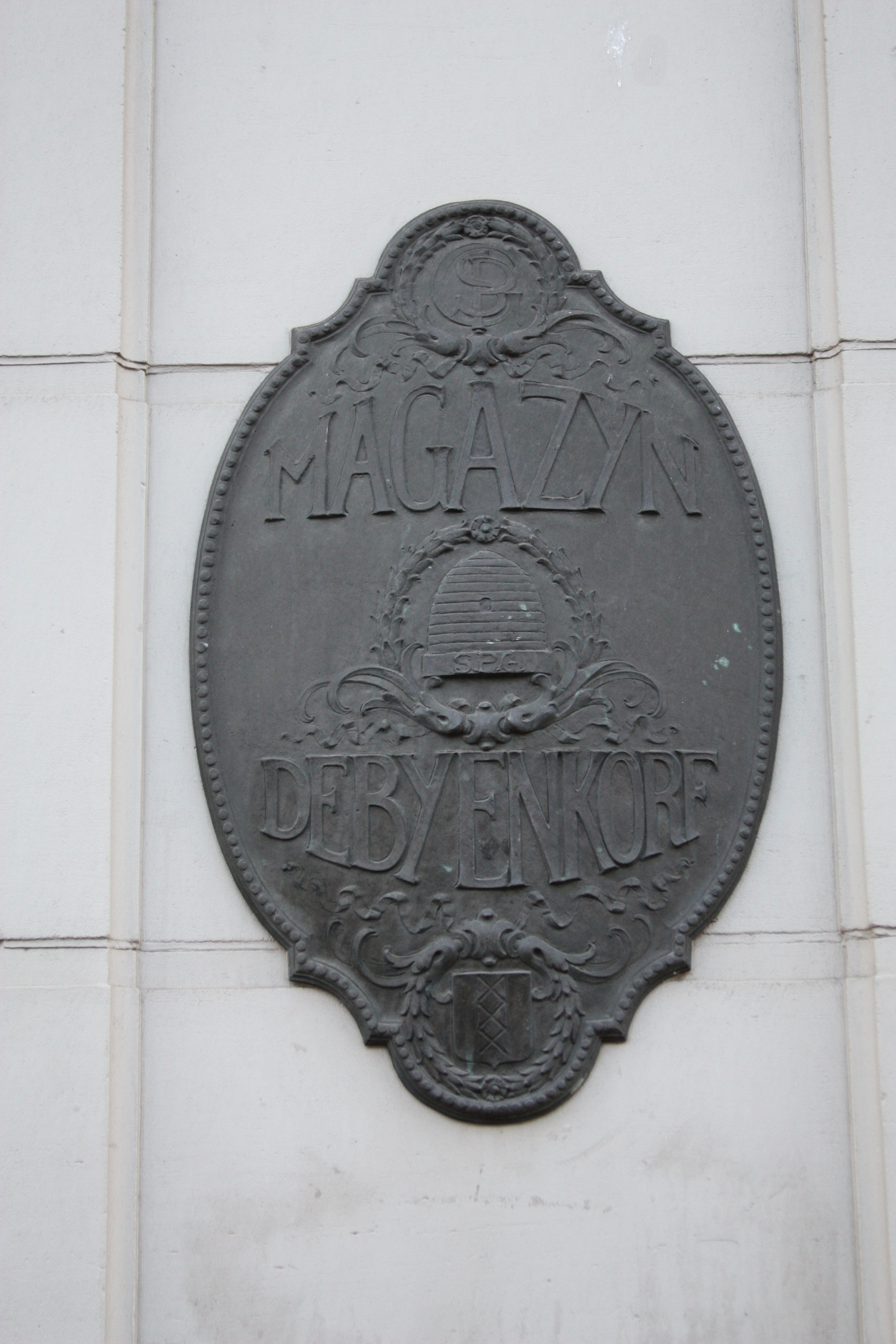

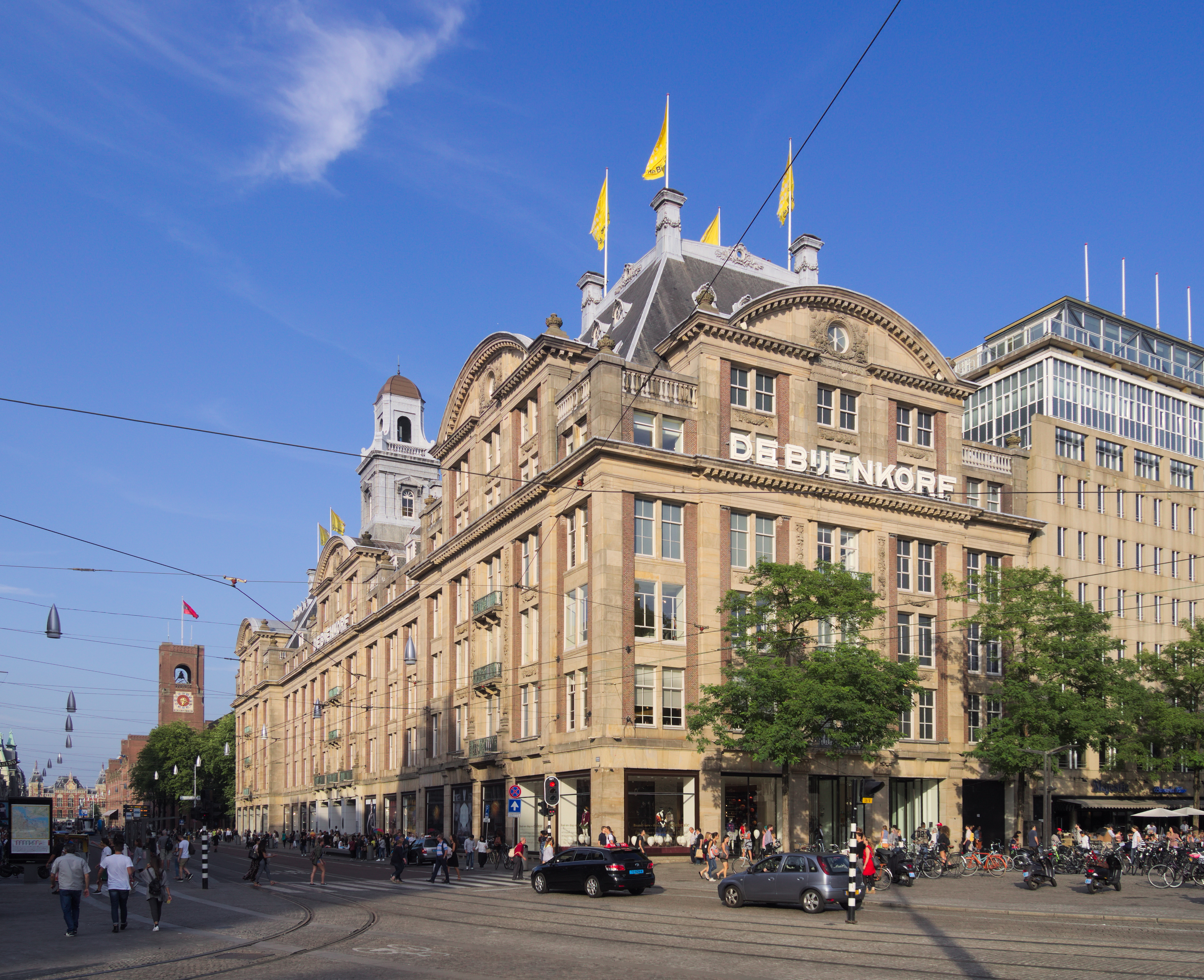
Magazinul pilot De Bijenkorf din Piața Dam din Amsterdam

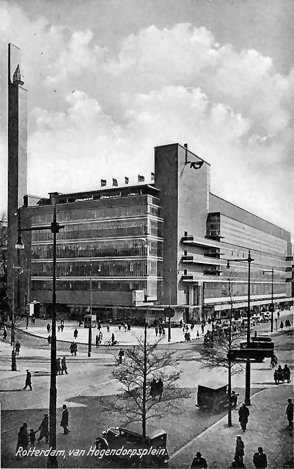
Magazinul din Rotterdam, 1930-1940

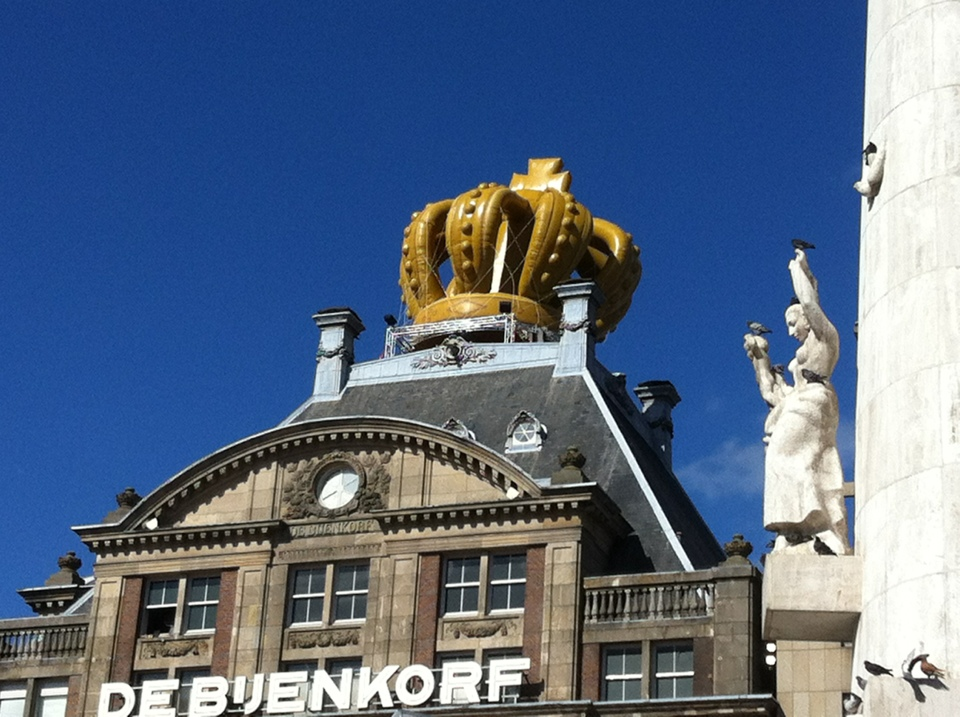
Un balon în formă de coroană pe acoperișul clădirii Bijenkorf Amsterdam de pe Koningsdag, 2013

De Bijenkorf a fost fondat în 1870 de către Simon Philip Goudsmit (1845-1889), fiind inițial un mic magazin de mercerie pe Nieuwendijk 132, una dintre cele mai vechi străzi din Amsterdam. La început se vindeau doar ațe și panglici și erau doar patru angajați, dar activitatea s-a extins treptat. După moartea lui Goudsmit în 1889, văduva sa a extins afacerea cu ajutorul unui văr, Arthur Isaac, și a fiului ei, Alfred, cumpărând ulterior clădirile adiacente. 
În 1909 aceste magazine interconectate au fost înlocuite cu o clădire nouă. În același an, o clădire provizorie a fost ridicată pe locul unde se aflase anterior Beurs van Zocher.

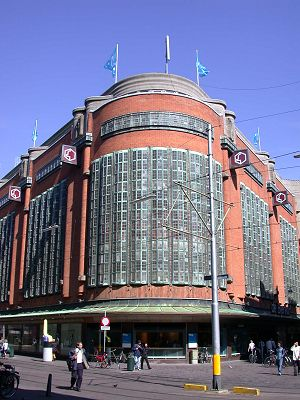
De Bijenkorf din Haga

În 1926, un al doilea magazin a fost construit la Haga. Acesta a fost proiectat de arhitectul Piet Kramer și este unul dintre exemplele reprezentative la Școlii de arhitectură de la Amsterdam.
Un al treilea magazin a fost deschis la Rotterdam în 1930, fiind realizat după proiectul lui Willem Dudok. Aproximativ 700.000 de persoane au participat la ceremonia deschiderii. Magazinul a fost puternic avariat de bombardamentul Rotterdam Blitz din 1940. Partea rămasă intactă a magazinului a rămas deschisă pentru afaceri până în 1957, dar a fost demolată în 1960 pentru a se construi acolo Metroul din Rotterdam. Un nou magazin a fost proiectat de către arhitectul maghiaro-american Marcel Breuer (1902-1981).
În timpul ocupației Amsterdamului de către naziști, ocupanții nu au vrut ca soldații lor să cumpere din De Bijenkorf din cauza faptului că aceasta era considerată o „companie evreiască”. La sfârșitul secolului al XX-lea, ea a fost deținută de grupul Maxeda.
În anul 2014, de Bijenkorf avea 7 magazine la nivel național. Magazinele cele mai vechi și mai mari, situate la Amsterdam, Haga și Rotterdam, au un spațiu de vânzare cu amănuntul care variază între 15.000 și 21.000 de metri pătrați. Magazinele mai mici (cu un spațiu de vânzare de 7.500-10.000 m2) se află în Amstelveen, Eindhoven, Utrecht și Maastricht. 
Magazinele din Arnhem, Groningen, Enschede, Breda și Den Bosch au fost închise la sfârșitul anului 2014/începutul anului 2015, deoarece grupul a decis să se concentreze pe piața on-line. Clădirea din Arnhem a fost preluată de Primark, o mișcare văzută de mulți localnici ca reducând drastic atractivitatea comercială a orașului Arnhem.